# Impasse de Nazareth
Impasse de Nazareth, tidigare Rue de Nazareth, var en gata på Île de la Cité i Quartier de la Cité i Paris. Gatan var uppkallad efter det faktum att pilgrimer, vilka återvände från Heliga landet och Nasaret, fick logi vid denna gata. Impasse de Nazareth började vid Rue de Jérusalem och slutade vid Cour de la Sainte-Chapelle. 
Gatan hette från början Rue de Galilée. På 1500-talet fick den namnet Rue de Nazareth och från år 1843 gick den under namnet Impasse de Nazareth. Gatan revs år 1883, då Palais de Justice restaurerades och tillbyggdes.

## Bilder
| - Sainte-Chapelle. Fotografi från cirka år 1860. - Palais de Justice. |

## Omgivningar
- Notre-Dame
- Sainte-Chapelle
- Saint-Barthélemy
- Saint-Éloi
- Saint-Michel-du-Palais
- Rue Sainte-Anne
- Rue Saint-Barthélemy